# Aptonym
| Aptonym                                                                                                  |
| --- |
| Elmer Diktonius blev diktare. - Betydelse – personnamn som kan relatera till personegenskaper eller yrke |

En aptonym är ett personnamn som visat sig kunna förknippas med personens egenskaper eller yrke, som diktaren Elmer Diktonius.
Ordet är sammansatt av apt- (’lämplig, passande’, latin aptus) och -nym (’namn’). Det är en nytt ord och det är inte en vedertagen term. Sannolikt bildades det i USA (engelska). På franska populariserades ordet aptonyme av den kanadensiske universitetsprofessorn André Bougaïeff.

## Aptonym och yrkesefternamn
Det finns yrken som tilldelats utövaren som efternamn, vilket varit vanligt i ett antal europeiska språk. Detta inkluderar tyska (Becker, 'bagare'; Schmidt, 'smed'; Schuster, 'skomakare'), engelska (Smith; 'smed', Taylor; 'skräddare', Miller; 'mjölnare' ), franska (Pottier; 'krukmakare', Charpentier; 'snickare') och spanska (Zapatero; 'skomakare', Botero; 'båtbyggare'). I Danmark är Møller; 'mjölnare', det vanligaste efternamnet som inte slutar på "-sen". I Sverige finns soldatnamn, ofta en- eller tvåstaviga adjektiv som Rask och Lustig. Dessa namn var inte aptonymer av den första bäraren, men för senare bärare där namnet, men inte yrket gått i arv, kan en aptonym skapas.

## Exempel i olika språk

### Svenska
Under säsongen 2024–2025 av teveprogrammet På spåret, avsnitt 3, noterades att Gry Forsells förnamn kunde tänkas vara en aptonym för någon som är programledare för morgonsändningar i radio. I avsnittet efter kom programledarna till insikt att Kristian Luuk förde tankarna till tåglok, från vilka programmets frågefilmer ofta skapas.
Andra exempel är:
- Elmer Diktonius, finlandssvensk poet.
- Anna Roll, skådespelare.
- Johanna Skottheim, skidskytt.
- Björn Sprängare, före detta ordförande för LKAB.
- Annika Winsth, chefsekonom på Nordea.

### Engelska
- William Wordsworth, brittisk poet.[1]
- Usain Bolt, jamaicansk sprinter ("bolt" betyder ungefär "blixt" och att "störta iväg").[10]

### Norska
- Kristine Stavås Skistad, längdskidåkare med sällsynt "dubbel" aptonym.